# 엘로라 팻네익
엘로라 파트나익(Ellora Patnaik, 1968년 9월 5일 ~ )은 캐나다의 배우이다.
토론토에서 인도 출신 이민자 부모 밑에서 태어났다.

## 영화
- 베스의 인생버스 (2005, Riding the Bus with My Sister)
- Toronto Stories (2008) - 캐럴라인 역

## 같이 보기
- 캐나다의 배우 목록